# Stockholm Water Prize

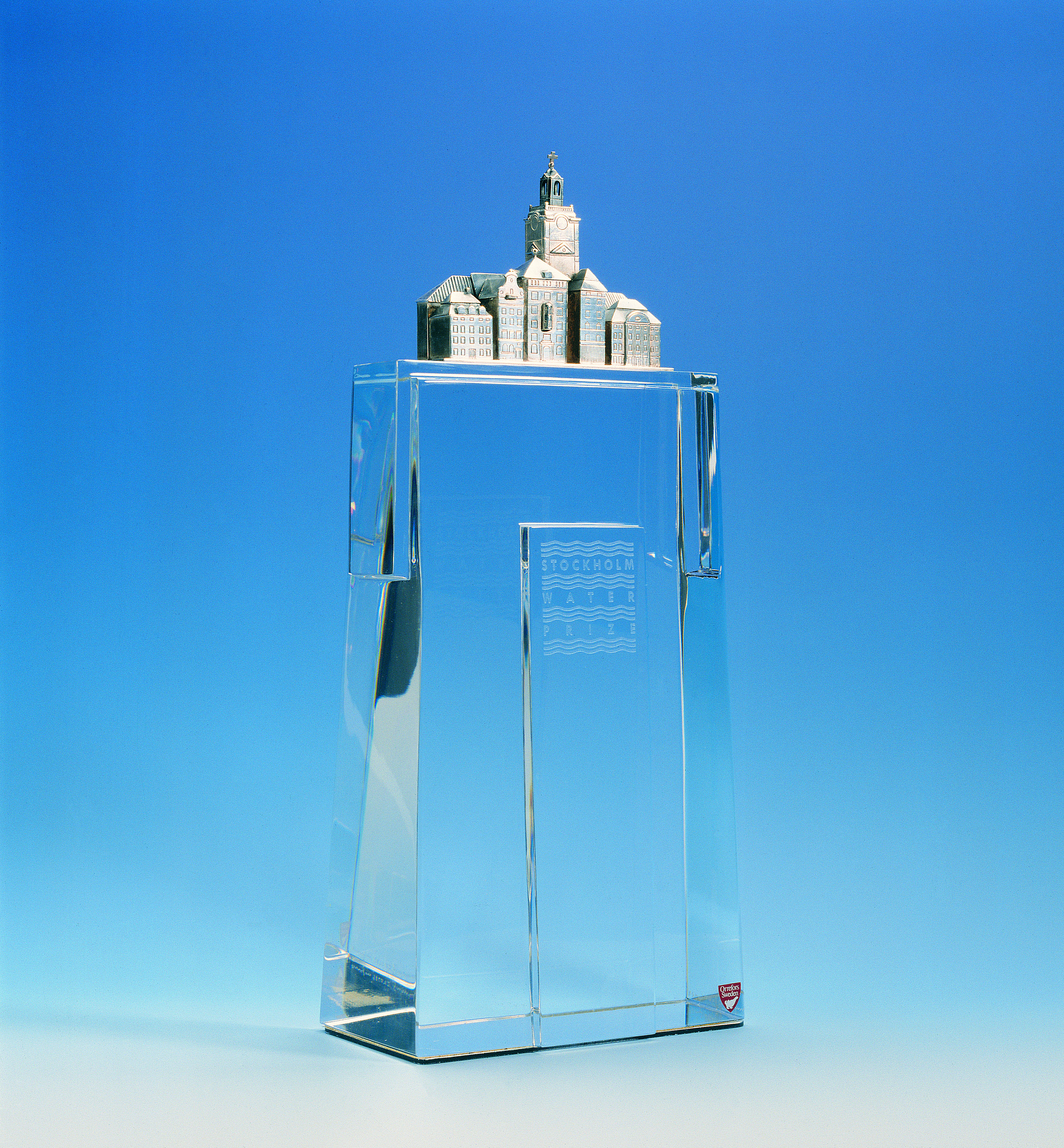
Scultura in cristallo consegnata ai premiati.

Lo Stockholm Water Prize è un prestigioso riconoscimento, spesso indicato come il "Premio Nobel per l'acqua", assegnato a una persona, un'istituzione o un'organizzazione riconosciuti per i risultati eccezionali nel campo della conservazione delle risorse idriche e dell'accesso all'acqua di qualità per il maggior numero di persone.
Il premio è stato istituito nel 1991 dalla Stockholm Water Foundation e viene comunicato il 22 marzo di ogni anno in occasione della Giornata mondiale dell'acqua, ricorrenza istituita dalle Nazioni Unite.
Il premio viene consegnato in agosto da re Carlo XVI Gustavo di Svezia, nel corso della "Settimana mondiale dell'acqua di Stoccolma", e consiste in un assegno di 150 000 dollari e in una scultura in cristallo della vetreria svedese Orrefors.
Dal 1997 viene assegnato anche lo Stockholm Junior Water Prize, destinato ai giovani o a un gruppo di giovani, con età compresa tra i 15 e i 20 anni, che abbiano sviluppato progetti di ricerca che possono aiutare a risolvere le principali sfide idriche.

## Elenco dei premiati
| anno | premiato | motivazione |
| ---- | --- | --- |
| 1991 | David Schindler, Università dell'Alberta | Per la ricerca sull'eccesso di nutrimento e acidificazione dei laghi d'acqua dolce. |
| 1992 | Dipartimento di ingegneria ambientale presso l'Università tecnica della Danimarca                                                                                       | Per la ricerca nell'ambito della potabilizzazione dell'acqua, delle acque sotterranee contaminate e degli strumenti e delle tecniche per proteggerle. |
| 1993 | Madhav Atmaram Chitale, International Commission on Irrigation and Drainage (India)                                                                                     | Per i suoi successi nel campo della conservazione dell'acqua e dei programmi di istruzione pubblica nel sud-est asiatico. |
| 1994 | Takeshi Kubo, Research Institute of Wastewater Management (Giappone) | Per il suo lavoro di costruzione di ponti tra le nazioni in Asia e in Europa. |
| 1995 | WaterAid | Per aver portato acqua e strutture igienico-sanitarie a oltre tre milioni di persone nei paesi più poveri del mondo. |
| 1996 | Jörg Imberger, Università dell'Australia Occidentale | Per i suoi contributi alla comprensione della miscelazione e del trasporto nei laghi, negli estuari e nei mari costieri e la loro influenza sulla qualità dell'acqua. |
| 1997 | Peter S. Eagleson, Massachusetts Institute of Technology | Per i suoi successi nello sviluppo di modelli per l'idrologia dinamica e l'eco-idrologia. |
| 1998 | Gedeon Dagan, Università di Tel Aviv | Per aver posto le basi di un nuovo campo all'interno della idrogeologia nella quale la diffusione dei contaminanti nell'ambiente sotterraneo è determinata in modo tale da tenere conto dell'eterogeneità e dei processi biochimici. |
| 1999 | Werner Stumm, Politecnico federale di Zurigo James J. Morgan, California Institute of Technology                                                                        | Per gli eccezionali contributi alla chimica dell'acqua di grande importanza per la comprensione delle reazioni chimiche nell'ambiente acquatico che hanno contribuito allo sviluppo di tecniche per il trattamento delle acque reflue e dell'acqua potabile. |
| 2000 | Kader Asmal, Ministro dell'educazione del Sudafrica | Per gli sforzi senza precedenti nello sviluppo della visione, della legislazione e della pratica nel campo della gestione dell'acqua in Sud Africa. |
| 2001 | Takashi Asano, Università della California - Davis | Per i suoi eccezionali contributi all'uso efficiente dell'acqua nel settore della bonifica, riciclaggio e riutilizzo delle acque reflue attraverso sviluppi teorici, ricerca pratica, promozione e adattamento a livello mondiale. |
| 2002 | Ignacio Rodríguez Iturbe, Università di Princeton | Per i contributi duraturi all'idrologia di superficie, dove è stato in prima linea nell'evoluzione scientifica che ha collocato l'idrologia nello studio delle Scienze della Terra. |
| 2003 | Peter A. Wilderer, Università tecnica di Monaco | Per lo sviluppo e la dimostrazione di approcci integrativi alla gestione dell'acqua e delle acque reflue nell'ambito della ricerca fondamentale, della ricerca applicata, dell'implementazione della tecnologia e della gestione sostenibile dell'acqua. |
| 2004 | Sven Erik Jørgensen, Dipartimento di scienze farmaceutiche presso l'Università di Copenaghen William J. Mitsch, Olentangy River Wetland Research Park (Columbus (Ohio)) | Per il loro sviluppo pionieristico e la diffusione globale di modelli ecologici di laghi e zone umide, ampiamente applicati come strumenti efficaci nella gestione sostenibile delle risorse idriche. |
| 2005 | Centre for Science and Environment (Nuova Delhi) | Per un recupero di successo delle vecchie conoscenze e generazione di nuove sulla gestione dell'acqua, una gestione sostenibile delle risorse basata sulla comunità nell'ambito dell'equità di genere, una posizione coraggiosa contro il controllo delle risorse non democratico e burocratico dall'alto verso il basso, un uso efficiente di una stampa libera e un magistratura indipendente per raggiungere questi obiettivi. |
| 2006 | Asit K. Biswas, Third World Center for Water Management | Per i suoi contributi eccezionali e sfaccettati alle questioni globali delle risorse idriche, tra cui la ricerca, l'istruzione e la consapevolezza, la gestione dell'acqua, le relazioni umane e internazionali sia nei paesi sviluppati che in quelli in via di sviluppo. |
| 2007 | Perry McCarty, Università di Stanford | Per il lavoro pionieristico nello sviluppo dell'approccio scientifico per la progettazione e il funzionamento dei sistemi idrici e delle acque reflue. Ha stabilito il ruolo della microbiologia e della chimica fondamentali nella progettazione dei bioreattori. Ha definito il campo della biotecnologia ambientale che è la base per il controllo dell'inquinamento su piccola e grande scala e per sistemi di acqua potabile sicuri. |
| 2008 | John Anthony Allan, King's College London e School of Oriental and African Studies                                                                                      | Per aver aperto la strada allo sviluppo di concetti chiave nella comprensione e nella comunicazione dei problemi idrici e del modo in cui sono collegati all'agricoltura, al cambiamento climatico, all'economia e alla politica, incluso il concetto di acqua virtuale, che misura la quantità di acqua utilizzata nella produzione e nel commercio di cibo e prodotti di consumo. |
| 2009 | Bindeshwar Pathak, fondatore di Sulabh International | Per il suo lavoro ad ampio raggio nel campo dei servizi igienico-sanitari per migliorare la salute pubblica, promuovere il progresso sociale e migliorare i diritti umani in India e in altri paesi. I suoi successi abbracciano i campi della tecnologia igienico-sanitaria, dell'impresa sociale e dell'educazione sanitaria per milioni di persone nel suo paese natale, fungendo da modello per le ONG e le iniziative di sanità pubblica in tutto il mondo.                                                                                  |
| 2010 | Rita R. Colwell (Stati Uniti) | I numerosi contributi della dott.ssa Rita Colwell alla soluzione dei problemi mondiali di salute pubblica relativi all'acqua, in particolare il suo lavoro per prevenire la diffusione del colera, è della massima importanza globale. Attraverso la sua ricerca sulla sua fisiologia, ecologia e metabolismo, ha fatto progressi nei campi della matematica, della genetica e della tecnologia del telerilevamento, non solo in relazione ai batteri, ma anche alla prevenzione di altre malattie in molti paesi in via di sviluppo.             |
| 2011 | Stephen R. Carpenter (Stati Uniti) | Il professor Carpenter ha dimostrato una leadership eccezionale nel definire l'agenda della ricerca ecologica, integrandola in un contesto socio-ecologico e nel fornire indicazioni per la gestione delle risorse acquatiche. |
| 2012 | International Water Management Institute (Sri Lanka) | L'International Water Management Institute è la principale organizzazione nella gestione delle acque agricole. Il loro lavoro ha portato a nuove politiche e investimenti in agricoltura che non solo hanno consentito un uso più produttivo dell'acqua, ma hanno migliorato la sicurezza alimentare, lo sviluppo economico e la salute ambientale in tutto il mondo. |
| 2013 | Peter Morgan, direttore di Aquamor (Zimbabwe) | Per il suo lavoro per proteggere la salute e la vita di milioni di persone attraverso migliori servizi igienico-sanitari e tecnologie idriche. Negli ultimi quattro decenni ha inventato e avanzato soluzioni pratiche a basso costo per fornire accesso a servizi igienici sicuri e acqua pulita che sono utilizzati da milioni di persone in tutto il mondo. |
| 2014 | John Briscoe (Stati Uniti) | Per i suoi contributi senza precedenti alla gestione globale e locale dell'acqua, contributi che coprono vasti ambienti tematici, geografici e istituzionali, che hanno migliorato la vita e il sostentamento di milioni di persone in tutto il mondo. |
| 2015 | Rajendra Singh, direttore di Tarun Bharat Sangh (India) | In quanto i problemi idrici odierni non possono essere risolti solo dalla scienza o dalla tecnologia, ma problemi umani di governance, politica, leadership e resilienza sociale. Nel corso della usa vita, Rajendra Singh ha costruitp capacità sociali per risolvere i problemi idrici locali attraverso l'azione partecipativa, l'emancipazione delle donne, il collegamento delle conoscenze indigene con i moderni approcci scientifici e tecnici e il ribaltamento dei modelli tradizionali di sviluppo, uso delle risorse e norme sociali. |
| 2016 | Joan Rose, Università statale del Michigan | Il nesso tra microbiologia correlata all'acqua, qualità dell'acqua e salute pubblica è pieno di incertezze, sia in teoria che in pratica. Nel mondo ci sono pochi individui in grado di affrontare le crescenti e mutevoli sfide per l'acqua pulita e la salute, a partire dalla scienza attraverso una ricerca dedicata e originale, per poi passare alla divulgazione professionale, all'efficace lobbismo in campo legislativo, influenzare i professionisti e aumentare la consapevolezza generale: Joan Rose è uno di questi talenti.        |
| 2017 | Stephen McCaffrey, Università del Pacifico (Sacramento) | Per il suo ineguagliabile contributo all'evoluzione e alla progressiva realizzazione del diritto internazionale dell'acqua |
| 2018 | Bruce Rittmann, Biodesign Institute presso l'Università statale dell'Arizona Mark van Loosdrecht, Biotecnologia ambientale presso l'Università tecnica di Delft         | Per aver rivoluzionato il trattamento dell'acqua e delle acque reflue, dimostrato la possibilità di rimuovere i contaminanti nocivi dall'acqua, ridurre i costi di trattamento delle acque reflue, ridurre il consumo di energia e persino recuperare sostanze chimiche e sostanze nutritive per il riciclaggio. |
| 2019 | Jackie King, University of the Western Cape (Città del Capo) | Per i suoi contributi rivoluzionari alla gestione globale dei fiumi; ha fatto progredire la comprensione scientifica dei flussi d'acqua, fornendo ai decisori gli strumenti per valutare i costi e i benefici reali dello sviluppo del sistema fluviale. |
| 2020 | John A. Cherry, Università di Waterloo (Ontario) | Per aver intrapreso ricerche sulla migrazione dei contaminanti nelle acque sotterranee e partecipato allo sviluppo di tecnologie per il monitoraggio e la bonifica delle acque sotterranee. |
| 2021 | Sandra Postel, direttrice del Global Water Policy Project | Per il suo lavoro rivoluzionario che ha cambiato il modo in cui molte persone vedono l'acqua. È stata una delle prime ad avvertire il rischio di una crisi idrica globale e a chiedere la conservazione degli ecosistemi basati sull'acqua. |
| 2022 | Wilfried Brutsaert, Università Cornell | Per il suo lavoro innovativo per quantificare l'evaporazione ambientale, aiutando a fare previsioni accurate dell'impatto che il cambiamento climatico ha sui modelli di precipitazioni locali e sulle fonti d'acqua. |
| 2023 | Andrea Rinaldo, Scuola politecnica federale di Losanna e Università degli Studi di Padova                                                                               | Per il suo lavoro innovativo in diversi campi accademici, tra cui idrologia, idrogeomorfologia ed epidemiologia. La sua ricerca viene utilizzata per proteggere la biodiversità e arginare la diffusione delle malattie. |